# Louis Ango de Maizerets
Louis Ango de Maizerets (1636-1721) fut un prêtre et un éducateur en Nouvelle-France. Il fut le deuxième supérieur du séminaire de Québec.

## Biographie

### Formation religieuse et activités en France
Ango de Maizerets était originaire de Rouen en Normandie. Il fut membre de l'Association des Bons Amis et de l'Ermitage de Caen ; c'est là que Mgr de Laval le rencontra et contracta avec lui une grande amitié. Ordonné prêtre le 29 septembre 1662, il vint à Québec, le 15 septembre 1663, avec Mgr François de Montmorency-Laval.   
Il fut l'un des cinq premiers prêtres et directeurs du séminaire de Québec et son second supérieur de 1672 à 1673. Il fut de nouveau supérieur de 1683 à 1685, de 1688 à 1693 et enfin de 1698 à 1721 soit en tout 31 ans de supériorat. Monsieur de Maizerets fut aussi premier assistant, et procureur, par intervalles ; il eut en plus la direction des écoliers du Petit Séminaire. 
Chanoine en 1694, à titre d'archidiacre, et de  grand-chantre de la basilique-cathédrale Notre-Dame de Québec et vicaire général de Monseigneur de Laval et de Saint-Vallier. Il remplace, en 1683, M. l'abbé  Henri de Bernières en qualité de supérieur de l'hôtel-Dieu de Québec. Bien que la sévérité de Mgr de Saint-Vallier lui ait fait un jour subir l'interdit de ses fonctions diocésaines. Il était très bienveillant, et de faible santé. 
Il s'est appliqué à l'éducation de la jeunesse de la Nouvelle-France pendant près de 50 ans. Il meurt au séminaire de Québec le 23 avril 1721, à l'âge de 85 ans et trois mois, et est inhumé dans la cathédrale. 

## Postérité
Le domaine de Maizerets, ancienne propriété du Séminaire de Québec devenue un grand parc dans la ville de Québec, est nommé en son honneur.
Le quartier Maizerets est l'un des quartiers de la Ville de Québec. Il a été nommé en son honneur.

### Sources
- Répertoire général du clergé canadien, par ordre chronologique depuis la fondation de la colonie jusqu'à nos jours, par Mgr Cyprien Tanguay, Montréal : Eusèbe Senécal & fils, imprimeurs-éditeurs, 1893.

- Gosselin, M.l'abbé Paul-Emile dans La Société canadienne d'Histoire de l'Église catholique, "Rapport 1942-1943", p. 39- 45 : Mémoire sur l'abbé Louis Ango de Maizerets